# Вільям Пітт (старший)
Вільям Пітт, 1-й граф Четем (англ. William Pitt; 15 листопада 1708 — 11 травня 1778) — британський державний діяч, представник партії вігів, що як військовий міністр за часів Семирічної війни зробив неоціненний внесок у становлення Британії як світової колоніальної імперії та зміг значно розширити заморські володіння британської корони. Завершив кар'єру прем'єр-міністром (з 1766 до 1768 року). Його часто називають Вільям Пітт старший, щоб відрізняти від його сина Вільяма Пітта молодшого, який керував британським урядом за часів Наполеонівських війн. Його ім'я носить американське місто  Піттсбург.

## Дитинство та юність
Пітт народився у самостійній родині. Його дідом за батьком був «алмазний» Пітт, який нажив казковий статок, бувши керівником мадраського відділення Ост-Індської компанії; це він привіз до Європи знаменитий алмаз Регента. За матір'ю дідом майбутнього політика був віконт Грандісон з родини Вільєрсів — далекий родич герцога Бекінгема.
А проте за народженням він належав до стану нуворишів, а не спадкової аристократії, й більшу частину політичного життя займав місце у палаті громад, а не у палаті лордів, за що отримав прізвисько «великий громадник» (The Great Commoner). Навчався в Ітонській приватній школі (разом із Генрі Філдінгом) та вільно відвідував принаймні два університети — Оксфордський і Утрехтський. За звичаєм тих часів, здійснив коротку подорож континентальною Європою на кошти, виділені свояком — лордом Кобемом, власником розкішної садиби у Стоу.
Цей впливовий сановник, готуючи усунення всевладного Роберта Волпола, набирав команду вірних молодих вігів. Бувши блискучим оратором, Пітт став рупором цього гуртка, засипаючи миролюбного Волпола звинуваченнями у малодушності та закликаючи до відновлення колоніальних війн. Після того, як «юні патріоти» з «виводку Кобема» перетягнули на свій бік і принца Уельського, Волпола 1742 року було усунуто від управління державою.

## У владі

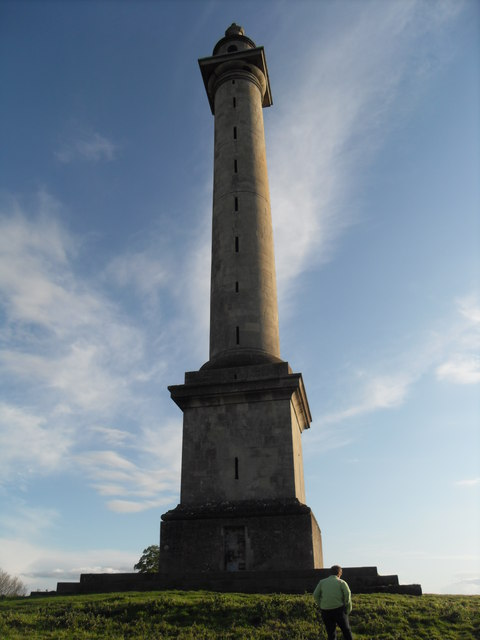
Прижиттєвий пам'ятник Пітту у Бертон-Пінсенті (1757)

Після падіння Волпола Пітт вбачав своїм головним суперником державного секретаря Джона Картерета, який втягнув Королівство Великої Британії до Війни за австрійську спадщину. Пітт висміював його прагнення усюди захищати від зазіхань французів ганноверські володіння чинного монарха, за що отримав остракізм з боку короля. Внаслідок протидії монархії він тривалий час не міг розраховувати на вищі посади в уряді.
У 1746 році Георг II проти своєї волі призначив Пітта віцескарбничим Ірландії й головним скарбничим збройних сил. Той використовував своє становище для укріплення британського флоту, або розраховував перевести протистояння з Францією з континентальних полів битв до колоніальних вод.
Отримавши спадщину від герцогині Мальборо, яка йому співчувала, Пітт вийшов у відставку й поїхав зі скаргами на подагру до свого нового будинку у курортному Баті. У віці 46 років він несподівано одружився з сестрою свого покровителя лорда Кобема.

## Семирічна війна
Між тим спалахнула Семирічна війна, й Пітта було призвано стати головою уряду (який номінально очолював герцог Девоншир). Фактично саме він керував воєнними операціями британців. Розгорнувши стяг національної війни, Пітт майстерно об'єднав навколо себе усі партії, що ворогували.
Відповідно до своїх переконань Пітт за можливістю ухилявся від участі у кривавих, але безплідних, на його думку, битвах на європейському континенті, й зосередив свою увагу на колоніальних фронтах — в Індії (де проти французів успішно діяв Роберт Клайв) та в Америці (де спалахнула так звана Франко-індіанська війна).
Ця політика британців виявилась досить далекоглядною. Їм вдалось витіснити французів з території Канади й Індії, наростити свої володіння у Вест-Індії та в Африці, а у Середземномор'ї заволодіти стратегічно розташованим островом Менорка. Метою подальших ударів Пітт вбачав колоніальні володіння старечої Іспанії, однак уряд відмовився втягуватись до нової війни. На знак протесту Пітт у грудні 1761 року пішов у відставку.

## Завершення кар'єри

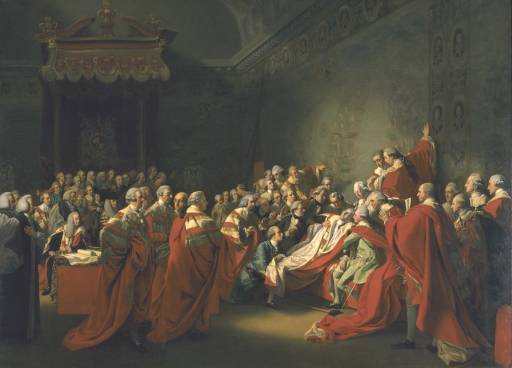
Остання промова графа Четема у Палаті лордів (картина Сінглтона Коплі)

У 1760-х роках Пітт сильно хворів на подагру, яка, за відгуками сучасників, час від часу «била йому в голову». Проміжки між затемненнями свідомості, які все частішали, він заповнював «покращенням ландшафту» своєї садиби у Бертон-Пінсенті (графство Сомерсет), для чого вдавався до послуг знаменитого садівника Ланселота Брауна.
Король надав Пітту звання спадкового лорда з титулом графа Четема. Цей крок змусив його залишити палату громад заради палати лордів, де він мав набагато менше впливу. У той самий час він розірвав стосунки з впливовою родиною дружини, висловлюючи надто ліберальні, на їхню думку, погляди. Він, зокрема, заступався за пригнічених американських колоністів та радикального журналіста Джона Вілкса. Похований у Вестмінстерському абатстві.

## У популярній культурі
У французькому фільмі 2004 року «Нова Франція» (фр. Nouvelle-France) Пітта зіграв британський актор Тім Рот.